# Адольф III фон Шаумбург
Адольф III фон Шаумбург (нім. Adolf III. von Schaumburg; 19 січня 1511 — 20 вересня 1556) — церковний і державний діяч Священної Римської імперії, 51-й архієпископ Кельна-курфюрст і 23-й герцог Вестфалії в 1547—1556 роках.

## Життєпис

### Молоді роки
Походив з північнонімецького роду Шауенбургів. Третій син Йоста I, графа Шаумбургу і Гольштейн-Піннеберга та Марії фон Нассау-Ділленбург. Народився 1511 року. За тодішньою традицією як молодший син в родині повинен був обрати церковну кар'єру.
1522 року поступив до Левенського університету. 1528 року стає каноніком собору в Льєжі. Потім отримує посаду пробства абатства Святого Хреста в Льєжі. 1529 року призначено каноніком собору в Майнці, а невдовзі того ж року й Кельнського собору.
1530 року обрано деканом Кельнського собору. Невдовзі стає деканом церкви Св. Гереона в Кельні. 1531 року після смерті батька став опікуном молодших братів і графом Шаумбургу і Гольштейн-Піннебергу як Адольф XIII. 1533 року обрано пробстом Льєзького собору і пробстом базиліки Св. Гереона. Невдовзі соборний капітул обирає Адольфа фон Шаумбурга коад'ютором Кельнського архієпископства. З 1539 року взяв на себе значну частину судових і урядових функцій.
1541 року долучився до католицької партії, що виступала проти реформ в дусі лютеранства. На цьому ґрунті протистояв кельнському архієпископу Герману V. З 1543 року активно листувався із Папським престолом щодо ситуації в єпархії. 1544 року передав графства Шаумбург і Гольштейн-Піннеберг братові Йосту II в безпосереднє панування.
1546 року папа римський Павло III призначив фон Шаумбурга адміністратором Кельнського архієпископства, відсторонивши від посади Германа V. Після нетривалої боротьби з останнім за підтримки імператорського загону та міста Кельн зумів перебрати владу в Кельнському курфюрстві. 1547 року обрано новим архієпископом. За цим долучився до рейхстагу в Аугсбурзі, де 1548 року Адольфа III фон Шаумбурга було висвячено на єпископа.
1551 року долучився до засідання Тридентського собору. Помер 1556 року в Брюлі. Його бул поховано у Кельнському соборі. Новим архієпископом став молодший брат померлого Антон фон Шаумбург.